# Andreas Helgstrand
Lars Andreas Helgstrand (Copenhague, 2 de octubre de 1977) es un jinete danés que compite en la modalidad de doma.
Participó en dos Juegos Olímpicos de Verano, obteniendo una medalla de bronce en Pekín 2008, en la prueba por equipos (junto con Anne van Olst y Nathalie zu Sayn-Wittgenstein), y el quinto lugar en Atenas, en la misma prueba.
Ganó dos medallas en el Campeonato Mundial de Doma de 2006 y una medalla de bronce en el Campeonato Europeo de Doma de 2023.

## Palmarés internacional
| Juegos Olímpicos   | Juegos Olímpicos      | Juegos Olímpicos  | Juegos Olímpicos      |
| Año                | Lugar                 | Medalla           | Categoría             |
| ------------------ | --------------------- | ----------------- | --------------------- |
| 2008               | Hong Kong (China)     | Medalla de bronce | Por equipos           |
| Campeonato Mundial |                       |                   |                       |
| Año                | Lugar                 | Medalla           | Categoría             |
| 2006               | Aquisgrán (Alemania)  | Medalla de plata  | Individual (libre)    |
| 2006               | Aquisgrán (Alemania)  | Medalla de bronce | Individual (especial) |
| Campeonato Europeo |                       |                   |                       |
| Año                | Lugar                 | Medalla           | Categoría             |
| 2023               | Riesenbeck (Alemania) | Medalla de bronce | Por equipos           |